# Oskar Hirsch
Oskar Hirsch (* 14. November 1877 in Prerau, Mähren; † 20. April 1965 in Boston) war ein österreichischer HNO-Arzt. Er war ein Pionier der Hypophysenchirurgie und Hochschullehrer an der Universität Wien. Als österreichischer Jude emigrierte er 1938 in die Vereinigten Staaten.

## Leben
Hirsch studierte Medizin an der Universität Wien und wurde 1902 nach Ablegung der Rigorosen zum Dr. med. promoviert. Als Hals-Nasen-Ohren-Arzt war er am Rudolfspital und am Allgemeinen Krankenhaus der Stadt Wien tätig.
Mit sieben Publikationen habilitierte er sich 1914 für Laryngologie und Rhinologie. Im Archiv der Universität Wien ist eine der Publikationen als Habilitationsschrift gekennzeichnet: Über Methoden der operativen Behandlung von Hypophysistumoren auf endonasalem Wege. (Bericht über vier operierte Fälle). Von 1915 bis 1918 wirkte er bei Hans Finsterer in einem Wiener Garnisonsspital. 1919/20 war er an der Ohrenklinik Heinrich Neumann. Als Privatdozent wurde er 1920 Vorstand der Kehlkopfabteilung am Kaiser-Franz-Joseph-Ambulatorium und Jubiläumsspital. 1927 wurde er zum a.o. Professor ernannt.

Transsphenoidaler (durch die Siebbeinzellen) chirurgischer Zugang zur Hypophyse

Wie vorher kein anderer widmete er sich den Tumoren der Hypophyse und ihrer transnasalen Resektion. Die Hypophyse („Hirnanhangsdrüse“) ist ein an der Schädelbasis gelegene, chirurgisch schwer zugängliche anatomische Struktur des Gehirns. Adam Rainer war einer seiner Patienten. In seinen Publikationen befasste Hirsch sich auch mit der Entstehung und Behandlung der Nasenpolypen und mit Entzündungen der Nasennebenhöhlen. Daneben interessierte er sich für Embryologie und Vergleichende Anatomie.
Nach dem Anschluss Österreichs am 12. März 1938 widerrief man seine Venia legendi an der Universität. Schon am 22. April wurde er amtsenthoben und von der Universität Wien verwiesen. Im November 1938 konnte er in die USA emigrieren. In seinem angemeldeten Umzugsgut befanden sich auch 25 Grafiken, 21 Ölbilder und 8 Zeichnungen, die Umzugscontainer wurden allerdings von Hamburg zurück nach Wien gebracht und 1943 von der „Vugesta“ (Verwertungsstelle für jüdisches Umzugsgut) versteigert. Ob darunter auch Die Sitzende von Egon Schiele war, ist Gegenstand eines Restitutionsverfahrens.
Hirsch arbeitete in Boston zunächst auf der HNO-Station im städtischen Krankenhaus und wurde Konsiliarius am Beth Israel Deaconess Medical Center, am Chelsea Naval Hospital, am New England Center for Children und am Massachusetts General Hospital. 1944 erhielt er die amerikanische Staatsbürgerschaft. Er starb im Alter von 87 Jahren.

## Schriften
- Die operative Behandlung von Hypophysistumoren nach endonasalen Methoden.  Archiv für Laryngologie und Rhinologie 26 (1912), S. 529–686.
- Über Augensymptome bei Hypophysentumoren und ähnlichen Krankheitsbildern. Ophthalmologica 45 (1921), S. 294–309.
- Die Widerstandsfähigkeit der zentralen Sehbahnen gegenüber mechanischem Druck. Ophthalmologica 57 (1925), S. 592–600.
- mit Josef Meller: Über die rhinogene Neuritis retrobulbaris. S. Karger 1926. ISBN 978-3-8055-1823-9.
- Contribution à la clinique des tumeurs hypophysaires, basée sur 100 cas opérés par l'auteur, d'après sa propre méthode endonasale. Paris 1926.
- A contribution to the question about the genesis of the deviatio septi. Acta Oto-Laryngologica 9 (1926), S. 87–103.
- mit Anton von Eiselsberg und Otto Marburg: Die Hypophyse. Vorträge, gehalten in der Wiener Gesellschaft für Innere Medizin und Kinderheilkunde, 1930.